# Technověda
Technověda je pojem, který se vztahuje ke spojení techniky s moderní vědou, odkazuje k jejich vzájemné podmíněnosti (dynamické a hybridně chápané ontologii). Technověda je také objektem kritického zhodnocení vývoje ve světě v průběhu 17. a 18. století až do současnosti. V dnešní době je reprezentována především high-tech obory – biotech, nanotech, infotech.
Technověda odráží reálné procesy, které vzniknou protnutím základního a aplikovaného výzkumu, a při kterém je důležitá vysoce abstraktní práce i co nejrychlejší praktická aplikace výsledků), vědy a techniky, ekonomiky a politiky do jednoho integrovaného celku. Velké náklady a rizika, k nimž dochází z důvodu obtížnosti oborů, kterých technověda využívá, mohou zvládat pouze globální hráči, kterým se skrze tržní ekonomiku dostává nutných finančních prostředků. Na technovědu navazuje model znalostní produkce sociologa Josepha Gibbonse a jeho kolegů Helgy Nowotny, Petera B. Scotta a Michaela T. Gibbonse. Autoři ve společné knize představili dva režimy produkce vědění:
- Modus 1 je v podstatě lineární, typicky akademicky orientovaný a bývá řízený jednou specifickou komunitou
- Modus 2 je význačný tím, že poznatky musí být jsou od počátku vytvářeny v kontextu aplikace a transdisciplinarity. Je v podstatě nelineární a reflexivní[1]

## Historie konceptu
Anglický vědec, politik, historik a filosof Francis Bacon, vztahuje vývoj technovědy k počátkům moderních věd. Věda nám poskytuje vědění o fenoménech a možnost s nimi efektivně zacházet. Koncept začal být pevněji ohraničen během první poloviny 20. století. Francouzský filosof a spisovatel Gaston Bachelard v knize 'Le nouvel esprit scientifique' (1934) uvádí, že 'vědecký duch' je ovlivněn matematickými a technickými operacemi a používá techniku aby vytvořil moderní vědu. Termín 'technověda' byl však popularizován až v roce 1977 belgickým profesorem filosofie, Gilbertem Hottoisem v jeho díle 'Le signe et la technique'(1977). 

## Koncepční úrovně technovědy
Na technovědu lze nahlížet ze tří úrovní.

### Popisně-analytická úroveň
Technovědné studie zde zkoumají rozhodující roli vědy a techniky v tom, jak se vyvíjí poznání. Jakou roli hrají velké výzkumné laboratoře, ve kterých se provádějí experimenty na organismech, z hlediska úhlu pohledu na věci kolem nás? Do jaké míry tyto výzkumy, experimenty a zjištění formují pohled na „přírodu“ a „naše“ těla? Do jaké míry tyto postřehy utvářejí technologické inovace? Může být laboratorium chápáno jako metafora na sociální struktury v jejich plném rozsahu? Těmito otázkami se hlouběji zabývají etnografické studie vědy a techniky v rámci tzv. Science and Technology Studies – STS; např. 'Give Me a Laboratory and I will Raise the World' (Bruno Latour, 1999) nebo 'What is a Laboratory?' (Karin Knorr Cetina, 1983).

### Dekonstrukční úroveň
Teoretický přístup k technovědě s cílem kriticky stanovit vědecké postupy, například Bruno Latour (sociologie), Donna Haraway (historie vědy a gender studia), nebo Karen Barad (teoretická fyzika). Důraz se zde klade na fakt, že vědecké popisy jsou pouze hypoteticky objektivní a že existují způsoby, jak je můžeme odkrývat (tzv. dekonstrukcí). Rovněž jsou vyhledávány i nové formy reprezentace výsledků / vědeckých popisů ve výzkumu. 

### Vizionářská úroveň
Na této úrovni zahrnuje koncept technovědy řadu sociálních, literárněvědných, uměleckých a materiálních dovedností západních kultur třetího tisíciletí. Cílem je zaměřit se na souhru dosud oddělených oblastí a zpochybnit tradiční hranice mezi vědeckými disciplínami, různými výzkumy, technologiemi, uměním a politikou. Jedním z cílů je rozšířit pojem „technika“ (řecké techné znamená umění, řemesla i zručnost), za účelem vzniku nových možností účasti na produkci vědomostí a na uvažování o strategických spojenectvích. Technovědu lze srovnávat s řadou dalších inovativních interdisciplinárních oblastí vzdělání, které se objevily v posledních letech, a to zejména s etikou a kritikou moderních technologií (biotechnologie, nanotechnologie, genetika).

## Aspekty technovědy

### Sociální aspekty
Na přelomu 20. a 21. století století je věda a technika jedním z ústředních rysů životů lidí po celém světě. Ať už se jedná o klinické testy, mechanizace, ohrožení pracovních pozic počítači, chemické továrny v okolí našeho bydliště nebo fenomén globálního oteplování, vědecký výzkum a technická vylepšení zásadně mění způsob, jakým funguje lidská společnost. O technovědě hovoříme v rámci širokého sociálního kontextu. Vývoj technologií, přestože je popoháněn pokrokem ve vědeckém výzkumu, je neodmyslitelně také společenským procesem. „Ani technická ani společenská vize nemůže být realizována jedna bez druhé, ačkoli s dostatečným společným úsilím mohou být zrealizovány obě dohromady"

### Politické aspekty
Stoupající význam nových technologií a elektronických médií způsobuje vnější změny ve způsobu řízení a kontroly nejen sociálního, ale i politického a ekonomického systému. Mění společenské struktury, ovlivňuje spektrum potřeb a zájmů, je základem šíření nových informací, nových poznatků a mnoha dalších projevů. Jedním z nezanedbatelných důsledků je i to, že nové technologie a elektronická média nabízejí dnes nepoměrně větší rozsah možností, než jsou ty, které mohou být realizovány. Technovědu ve společenském kontextu můžeme chápat jako formu vlády nebo alespoň jako součást vládní moci. Vliv technovědy sahá do velkého množství odvětví, která jsou předmětem jednání politiků, např. životní prostředí, bezpečnost, zdraví.

### Environmentální aspekty
Vědecké teorie a jejich praktické využití jsou odjakživa doprovázeny kritickými reakcemi. Za zlomovou událost lze v tomto ohledu považovat však mobilizaci a využití jaderné fyziky k produkci zbraní hromadného ničení, což vyvolalo intenzivní kritiku nejen z řad samotných vědců a akademiků, ale i napříč širokou veřejností, a vedlo mimo jiné k vývoji a rozšíření mírového hnutí. Širší vlna kritiky zaměřená na vědu a techniku, se základnou v sociálních hnutích, se poprvé zvedla kolem roku 1968 a pojí se s radikalizací studentů a profesorů na univerzitách napříč západním světem. Hlavními okolnostmi vzniku nové kritiky jsou, stručně řečeno, jednak šok po ukončení války ve Vietnamu, a jednak vojensko-průmyslový komplex, neboli propojení vojenských sil, zbrojních firem, politických struktur a jiných uskupení s mocenskými a komerčními zájmy. Neméně důležitou roli sehrály i objev přítomnosti DDT a dalších pesticidů v potravinovém řetězci, Zelená revoluce apod.
Tyto a mnohé další negativní zkušenosti podkopávají důvěru mnoha lidí ve vědu jako neutrální, progresivní sílu, která samovolně vykazuje stále lepší výsledky. Na problematiku vědy lze nahlížet z různých úhlů. Jeden z negativních přístupů chápe vědu jako nedílnou součást války, konfliktů a útlaku. "Věda se ukázala být prostředkem těch, kteří třímají moc. V reakci na to se zrodily asociace pro sociální zodpovědnost ve vědě, byla zmobilizována hnutí prosazující jako hlavní cíl vědy její užitek pro společnost, byl vznesen požadavek na demokratizaci vědy a rozvinuly se kritické analýzy společenských vztahů a vědeckých souvislostí."